# Йенсен, Карлес Кристоффер Петер
Карлес Кристоффер Петер Йенсен (дат. Charles Kristoffer Peter Jensen; 24 декабря 1885, Bislev, Северная Ютландия — 5 июня 1920, Роскилле) — датский гимнаст, бронзовый призёр летних Олимпийских игр 1912 года в командном первенстве по произвольной системе. Участвовал в командном первенстве на летней Олимпиаде 1908 года (4-е место) и в абсолютном первенстве Игр 1912 года (30-е место).